# Сусам
Суса́м (болг. Сусам) — село в Хасковській області Болгарії. Входить до складу общини Мінеральні Бані.

## Населення
За даними перепису населення 2011 року у селі проживали 517 осіб.
Національний склад населення села:
| Національність   | Кількість осіб | Відсоток |
| ---------------- | -------------- | -------- |
| болгари          | 461            | 95,6%    |
| цигани           | 13             | 2,7%     |
| турки            | 7              | 1,5%     |
| Всього відповіли | 482            |          |

Розподіл населення за віком у 2011 році:
Динаміка населення: